# Грабе (герб)
Грабе (пол. Grabie, Chlewiotki, Grabia, Grabic, Graby, Kocina, Rastrum, Szczuki) — гласный польский дворянский герб.

## Описание
В золотом поле на трёх горах зелёного цвета белые грабли о семи зубцах. На шлеме пять страусовых перьев. Это знамя перенесено из Богемии при Венцеславе, короле Польском и Богемском. В некоторых гербах, напр, Ходзимирском, трое граблей, сходясь ручками в кольце, расходятся зубцами наподобие Y.

## Герб используют
Архутовские (Archutowski), Арцеховские (Arciechowski, Arcichowski), Артыховские (Artychowski), Беняшовские (Bieniaszowski), Хоцимирские (Chocimirski), Чаплицкие (Czaplicki), Чарнявские (Czarniawski), Чарномские (Czarnomski), Чарновские (Czarnowski), Чурановские (Czuranowski), Домбровские (Dabrowski), Доброгойские (Dobrogojski, Dobrogoyski), Доброгосты (Dobrogost), Доброговские (Dobrogowski), Добровольские (Dobrowolski), Доманские (Domanski), Дрожевские (Drozewski), Гасерские (Gasiorski), Гаспарские (Gasparski), Госциминские (Gosciminski), Госцимские (Goscimski), Грабя (Grabia), Грабские (Grabski), Гзовские (Gzowski), Ялбржики (Jalbrzyk), Ялбржиковские (Jalbrzykowski), Коцинские (Kocinski), Козиковские (Kozikowski), Крочевские (Kroczewski), Крочинские (Kroczynski), Куклинские (Kuklinski), Лессель (Lessel), Липские (Lipski), Лубковские (Lubkowski), Лущевские (Luszczewski, Luzczewski), Мазовские (Mazowski), Мисковские (Miskowski), Мисовские (Misowski), Моклоки (Moklok), Муселевичи (Musielewicz), Непартские (Niepartski), Ольбрахцицкие (Olbrachcicki), Песциоровские (Piesciorowski), Псуцкие (Psucki), Радзинские (Radzinski), Рынские (Rynski), Скашевские (Skaszewski, Skaszowski), Славец (Slawiec), Сверковские (Swierkowski), Свежевские (Swiezewski), Щуки (Szczuka, Sczuka), Щиперские (Szczypierski, Szczypiorski), Свида (Swida), Сверчевские (Swierczewski), Свершевские (Swierszewski), Свержевские (Swierzewski), Свешевские (Swieszewski, Swieszowski), Табачинские (Tabaczynski z Horodelska), Вабенские (Wabienski), Вондолковские (Wadolkowski), Вондоловские (Wadolowski), Висенские (Wisienski), Вишенские (Wiszenski), Волинские (Wolinski), Выпыские (Wypyski), Вышенские (Wyszenski), Вышинские (Wyszynski), Заруские (Zaruski), Завиша (Zawisza), Злочевские (Zloczewski, Zloczowski).
Грабе II (Хоцимирский, Chocimirski)Хоцимирские (Chocimirski).

## Внешние ссылки
- Щука Станислав Антоний